# Аслей Гонсалес
Аслей Гонсалес  (ісп. Asley González, 5 вересня 1989) — кубинський дзюдоїст, олімпійський медаліст.

## Виступи на Олімпіадах
| Олімпіада   | Дисципліна        | Місце |
| ----------- | ----------------- | ----- |
| Пекін 2008  | середня категорія | 13T   |
| Лондон 2012 | середня категорія | 2     |
| Ріо 2016    | середня категорія | 9     |